# Cinnamomum falcatum
Cinnamomum falcatum là loài thực vật có hoa trong họ Nguyệt quế. Loài này được (Mez) R.A.Howard miêu tả khoa học đầu tiên năm 1981.